# Caça ao Tesouro
Caça ao Tesouro  foi um concurso de televisão português, transmitido na SIC entre 1994 e 1995. Tratava-se de um concurso em que os participantes tinham de descobrir os prémios, seguindo as pistas fornecidas pelos concorrentes.
O programa tinha a duração de cerca 120 minutos e teve como apresentadores Henrique Mendes, Rita Blanco e Catarina Furtado.